# Spencer (Tennessee)
Spencer es un pueblo ubicado en el condado de Van Buren en el estado estadounidense de Tennessee. En el Censo de 2010 tenía una población de 1.601 habitantes y una densidad poblacional de 89,95 personas por km².

## Geografía
Spencer se encuentra ubicado en las coordenadas 35°44′21″N 85°27′21″O / 35.73917, -85.45583. Según la Oficina del Censo de los Estados Unidos, Spencer tiene una superficie total de 17.8 km², de la cual 17.8 km² corresponden a tierra firme y (0%) 0 km² es agua.

## Demografía
Según el censo de 2010, había 1.601 personas residiendo en Spencer. La densidad de población era de 89,95 hab./km². De los 1.601 habitantes, Spencer estaba compuesto por el 97.19% blancos, el 1% eran afroamericanos, el 0.19% eran amerindios, el 0.25% eran asiáticos, el 0% eran isleños del Pacífico, el 0% eran de otras razas y el 1.37% pertenecían a dos o más razas. Del total de la población el 0.56% eran hispanos o latinos de cualquier raza.